# Thomas Andrew Knight
Thomas Andrew Knight (født 12. august 1759 i Wormesley, død 11 maj 1838 i Downton) var en engelsk plantefysiolog. Han var bror til Richard Payne Knight.
Knight studerede i Oxford, ivrig deltagende i sportslivet. Han overtog 1791 en landejendom, hvor han i have og væksthus anstillede forsøg, dels af videnskabelig, dels af praktisk interesse. Berømte er hans studier over planternes bevægelser — han beviste, at geotropisme skyldes tyngdekraften — og over saftstrømningen i træerne.
Også med podning og krydsbefrugtning har Knight syslet, ligesom han har nydt anseelse som kvægopdrætter. 1805 blev han
medlem af Royal Society, 1811 præsident i det engelske haveselskab. Et godt udvalg af hans skrifter er udgivet som nr. 62 af Ostwalds Klassiker der exacten Naturwissenschaft (1895). Deri findes en fortegnelse over hans værker.